# 압둘라 아맛 바다위
압둘라 아맛 바다위(말레이어: Abdullah Ahmad Badawi, 본명: 압둘라 빈 하지 아맛 바다위(말레이어: Abdullah bin Haji Ahmad Badawi), 1939년 11월 26일~2025년 4월 14일)는 말레이시아의 정치인이다. 압둘라로도 잘 알려져 있다. 마하티르 빈 모하마드(Mahathir bin Mohamad)정부 시절 부총리(1999-2003)로 재임하였으며, 마하티르의 사임 이후 새 총리로 임명된 뒤 2004년 재선하였다. 2008년 3선에 성공하였으나, UMNO가 의석을 많이 잃은 것에 대한 책임을 물어 이듬해 퇴임하였다. 피낭 주의 유명 정치 가문 출신이다.

## 약력
압둘라 아맛 바다위는 1939년 11월 26일 바얀 르파스의 유명한 정치 가문에서 태어났다. 할아버지인 셰이크 압둘라 바다위 파힘은 사우디아라비아 태생의 아랍인이었다. 셰이크 압둘라는 존경받던 민족주의자이자 종교지도자였으며, 히즈불 무슬리민(훗날 PAS로 알려졌다)의 창설자 중 하나였다. 그는 독립 후 페낭의 첫 무프티(Mufti)가 되었다. 압둘라의 아버지인 아맛 바다위는 통일말레이국민조직(UMNO)의 창설자 중 하나였다. 그의 외할아버지인 하 수치앙(하산으로 알려진)은 하이난의 싼야에서 온 무슬림이었다.
압둘라 바다위는 부킷 머르타잠 고등학교의 학생이기도 했다. 6학년은 페낭의 MBS에서 공부했다.
말라야 대학교에서 이슬람을 전공했으며, 1965년 엔돈 마흐무드(말레이시아 태생의 일본인)와 결혼하였다. 이후에도 교육부장관, 문화체육부 장관을 비롯한 여러 요직을 지내다가 1999년 부총리로 임명된다.
2003년 마하티르가 사임했고, 이후 그는 부총리로 임명되었다.

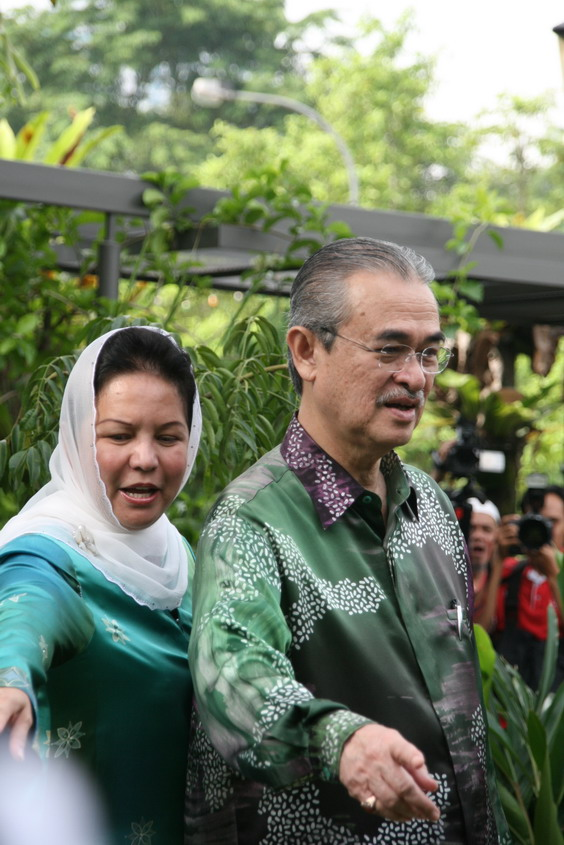

2005년 부인인 엔돈 마흐무드가 유방암으로 사망했고, 잔 압둘라와 재혼했다.
2008년 그의 두 번째 임기가 시작되지만, 총선에서 자신의 소속 정당이 의석을 잃자 그의 지지율도 떨어졌고, 2009년 사임했다.

## 역대 선거 결과
| 선거명      | 직책명                             | 대수 | 정당               | 득표율 | 득표수   | 결과 | 당락                       |
| ----------- | ---------------------------------- | ---- | ------------------ | ------ | -------- | ---- | -------------------------- |
| 1978년 선거 | 하원의원 (케팔라바타스 제35선거구) | 5대  | 통일말레이국민조직 | 62.41% | 12,645표 | 1위  | 케팔라바타스 하원의원 당선 |
| 1982년 선거 | 하원의원 (케팔라바타스 제35선거구) | 6대  | 통일말레이국민조직 | 68.51% | 16,759표 | 1위  | 케팔라바타스 하원의원 당선 |
| 1986년 선거 | 하원의원 (케팔라바타스 제38선거구) | 7대  | 통일말레이국민조직 | 69.33% | 15,463표 | 1위  | 케팔라바타스 하원의원 당선 |
| 1990년 선거 | 하원의원 (케팔라바타스 제38선거구) | 8대  | 통일말레이국민조직 | 70.35% | 17,025표 | 1위  | 케팔라바타스 하원의원 당선 |
| 1995년 선거 | 하원의원 (케팔라바타스 제41선거구) | 9대  | 통일말레이국민조직 | 82.77% | 22,521표 | 1위  | 케팔라바타스 하원의원 당선 |
| 1999년 선거 | 하원의원 (케팔라바타스 제41선거구) | 10대 | 통일말레이국민조직 | 69.40% | 19,985표 | 1위  | 케팔라바타스 하원의원 당선 |
| 2004년 선거 | 하원의원 (케팔라바타스 제41선거구) | 11대 | 통일말레이국민조직 | 77.72% | 25,403표 | 1위  | 케팔라바타스 하원의원 당선 |
| 2008년 선거 | 하원의원 (케팔라바타스 제41선거구) | 12대 | 통일말레이국민조직 | 65.78% | 23,445표 | 1위  | 케팔라바타스 하원의원 당선 |